# Guerassímovka (Bélgorod)
|  | Per a altres significats, vegeu «Guerassímovka». |

Guerassímovka - Герасимовка (rus) - és un poble de l'óblast de Bélgorod, a Rússia. El 2010 tenia 686 habitants. Pertany al districte (raion) de Valuiki.